# Quay phim sự kiện
Quay phim sự kiện là một dạng ghi hình, là nghệ thuật chộp lấy những khoảnh khắc trong các sự kiện xã hội cũng như các sự kiện đặc biệt vào trong một video do người quay phim thực hiện. Cụm từ "quay phim sự kiện" thường được dùng để nói đến việc quay phim cho bất kỳ sự kiện nào, ngoại trừ các lễ cưới và quay phim đám cưới.

## Lịch sử
Quay phim sự kiện là một nhánh của hình thức quay phim đám cưới cũng như bao quát tư liệu video về các buổi tụ tập đông người như Rước lễ lần đầu (trong Công giáo), lễ kỷ niệm, ghi hình nhảy múa, Bar Mitzvah (truyền thống Do Thái), tiệc prom, live show, các buổi hòa nhạc, v.v...

## Các sự kiện ghi hình
- Lễ kỷ niệm
- Thi đấu thể thao
- Sinh nhật
- Bar Mitzvah (Do Thái giáo)
- Thi đấu vũ đạo
- Ghi hình nhảy múa
- Rước lễ lần đầu (Công giáo)
- Lễ tang
- Lễ tốt nghiệp
- Hội thảo hội nghị
- Live show (Buổi biểu diễn trực tiếp)
- Buổi hòa nhạc